# نابليون: الحرب الشاملة
نابليون: الحرب الشاملة (بالإنجليزية: Napoleon: Total War)‏ هي لعبة استراتيجية تناوب الأدوار وتكتيك الوقت الحقيقي من تطوير شركة ذا كريتيف أسمبلي ونشر شركة سيجا. صدرت اللعبة في أمريكا الشمالية في 23 فبراير 2010 وفي أوروبا في 26 فبراير على أجهزة مايكروسوفت ويندوز وماك أو إس.